# Pong Čun-ho
Pong Čun-ho (korejsky 봉준호, anglickým přepisem Bong Joon-ho; * 14. září 1969 Tegu) je jihokorejský filmový režisér a scenárista. Typickou je pro něj kombinace žánrového filmu s černým humorem a sociální kritikou.
Vystudoval sociologii na Jonseiské univerzitě v Soulu a film na Korejské akademii filmových umění. Jeho první film z roku 2000 nazvaný Pes, který štěká, nekouše (Pchŭllandasŭŭi kä) získal hlavní cenu na festivalu v Hongkongu. Druhý film Pečeť vraha (Sarinŭi čchuŏk) mu roku 2004 vynesl cenu za nejlepší režii (Stříbrná mušle) na festivalu v San Sebastianu. Roku 2006 natočil snímek Mutant (Kömul), který se stal na domácí scéně hitem a usadil se v čele žebříčku nejnavštěvovanějších korejských filmů všech dob. Následovaly úspěšné snímky Tokio! (2008), Matka (2009), Ledová archa (2013) a Okja (2017).
V roce 2020 získal Oscara za film Parazit (2019, Kisängčchung 기생충). Tento film získal ocenění za nejlepší film, nejlepší neanglicky mluvený film, nejlepší režii a nejlepší scénář a stal se tak nejen prvním korejským filmem, který získal Oscara, ale také první neanglicky mluvený film v historii, který získal ocenění za nejlepší film.
Při přípravě filmu Okja, který nahlíží za kulisy fast food průmyslu, se stal veganem. 

## Filmografie
- 2006 – Mutant (Gwoemul)
- 2009 – Matka
- 2013 – Ledová archa (Snowpiercer)
- 2017 – Okja
- 2019 – Parazit
- 2025 – Mickey 17[7]